# 内閣総理大臣公邸
内閣総理大臣公邸（ないかくそうりだいじんこうてい、英: Prime Minister's official Residential Quarters）は、日本の内閣総理大臣の公邸。内閣総理大臣が執務する内閣総理大臣官邸（首相官邸）に対して、総理が日常生活を行う住居である。
所在地は、東京都千代田区永田町二丁目3番1号。

## 建屋と機能

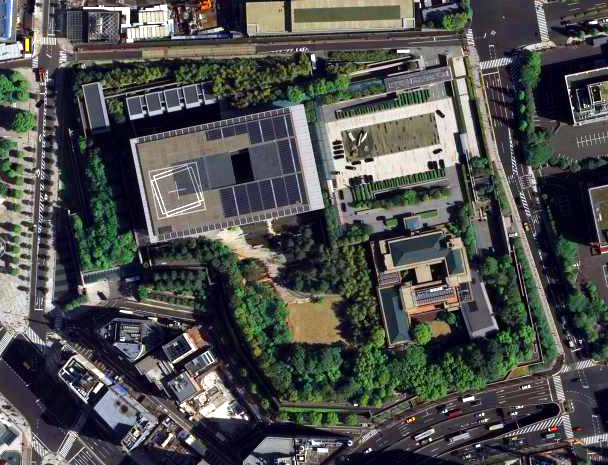
総理大臣公邸（中央右下）の航空写真。同じ敷地内の首相官邸（中央左上）に隣接している（2009年4月27日撮影）

現在の公邸は、1929年（昭和4年）3月18日に竣工した旧首相官邸を移動（曳家）して改装した建築物で、2005年（平成17年）から利用されている。
2003年（平成15年）10月から約1か月をかけて、総重量約2万トンの建物全体を、東に8度回転させながら南に約50m移動させる曳家を行い、その後1929年（昭和4年）の完成当時の姿を丁寧に復元する改修が施された。また邸内には茶室や和室のダイニングなど外国からの賓客をもてなす部屋が新たに作られた。また燃料電池による発電・熱供給システムや太陽光発電、風力発電など環境に配慮した各種最新設備が導入された。内閣総理大臣官邸とはインターネットを経由しない専用回線で結ばれており、公邸でも執務が可能である。
改修工事は2005年（平成17年）4月に終了し、小泉純一郎政権発足4周年の同年4月26日に新公邸への引越しが行われた。
首相在任期間中、公邸に居住するか否かは歴代の首相ごとに判断が委ねられている。東日本大震災を経験した菅直人は公邸、その次の野田佳彦も余震や原発対応の観点から公邸であった。2015年（平成27年）2月23日の衆議院予算委員会で、当時首相であった安倍晋三が衆議院議員松木謙公に公邸に居住しない理由を問われ、「自宅（実際には渋谷区富ヶ谷の別宅）の方がゆっくりと休息できること」を挙げ、「危機管理対応にもほとんど支障がない」と答弁している。
また、2021年（令和3年）2月15日の衆議院予算委員会で、当時首相を務めていた菅義偉が公邸に居住せず、官邸から約500ｍの距離がある港区の赤坂議員宿舎から通勤していることについて、元首相の野田佳彦が「首都直下型地震など緊急事態への対応や、公邸には年間1億6千万円の維持管理費がかかっている」と指摘したのに対し、「緊急事態には対応していく態勢は、日ごろからしっかり取っている」と答弁している。
長らく首相が公邸に入居しない状態が続いていたが、2021年（令和3年）10月に首相に就任した岸田文雄は、同年12月11日にそれまで居住していた港区の赤坂議員宿舎から公邸へ引越した。現職の首相の公邸への入居は野田佳彦以来約9年ぶりである。8月21日に新型コロナウイルスへの罹患が判明した際には、公邸からテレワークを行った。

### ギャラリー
- 正面玄関
- 大ホール。晩餐会が行われる
- ロビー（旧官邸の喫煙室）。賓客等との面会に使われる。写真は岸田首相を表敬したぺロシ下院議長率いる米議会代表団一行。
- ロビーに展示された歴代首相の写真
- 西階段[注釈 3]
- 和室。夕食会が行われる
- 壁面装飾品
- カエルの装飾品（大食堂前）
- ミミズクの装飾品（屋上）
- 猫の装飾品（正面玄関）

## 歴史
旧官邸と渡り廊下で連結していた平屋造り508平方メートルの旧公邸は、その外観こそは官邸に連なるライト風の建物だったが、内装には和式を取り入れていたことから、完成当時は「日本間」と呼ばれていた（画像）。内装工事が完了するとすぐに田中義一が入居し、以後6人の歴代首相がここに寝起きした。

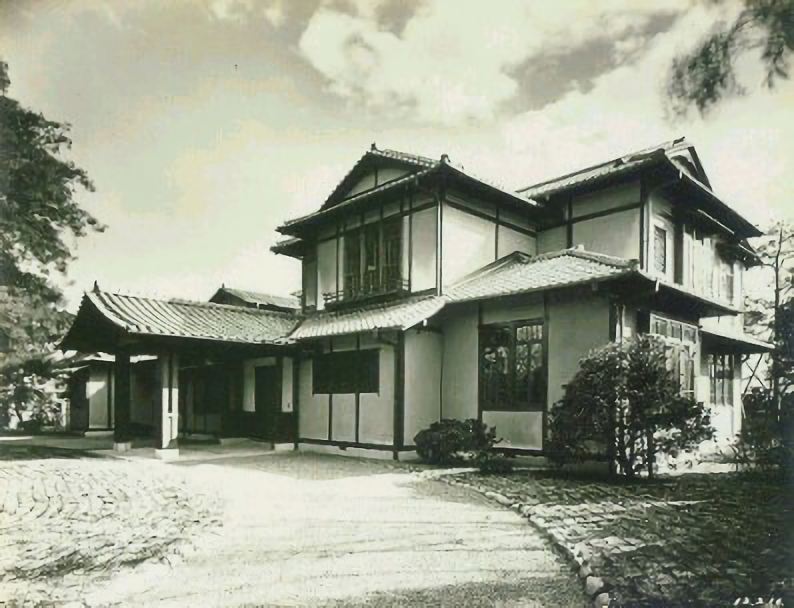
「日本家」
仮公邸 (1937-45年)として建造されたが、ここに首相が居住することは一度もなかった。

旧公邸は、二・二六事件で陸軍反乱兵によって掻き乱され、住居としては使い物にならないほどにまで荒らされてしまった。そこでこれを復旧するのは諦めて官邸の事務所に転用し、翌年には官邸南庭に木造二階建ての仮公邸を新築した。この家屋は外観が日本式そのものだったので「日本家」と呼ばれた。しかし「日本家」は会合や臨時の休息所として使用されることはあっても、定住する者はない空き家だった。二・二六事件以後の歴代首相は、もう誰もこの物騒な敷地内に居住しようとはしなかった。「日本家」は1945年（昭和20年）5月25日の米軍による大空襲で焼失した。
戦後になっても首相の私邸居住は変わらなかった。歴代首相は毎日都内の私邸から官邸まで、黒塗りの首相専用車に乗ってパトカー先導で通勤していたのである。一方、当時の大物政治家は御殿のような邸宅に居住している者も少なくなかった。そうした邸宅をもつ首相のなかには、逆に官邸の機能を私邸の方へ持ってきてしまう者もいた。すでに戦前には、近衞文麿が杉並区荻窪の私邸「荻外荘」を主要閣僚との会談などに活用し、大戦前夜の重要な国策の多くがここで決定されている。鳩山一郎は脳梗塞の後遺症から身体が不自由だったこともあり、「音羽御殿」と呼ばれた文京区音羽の大邸宅には与党幹部や政府要人が自ら足を運ぶことが多く、保守合同や日ソ共同宣言の下準備もここで行われた。「目白御殿」と呼ばれた文京区目白台の田中角栄の私邸にも与党幹部や各省庁の局長クラスなどが引っ切りなしに出入りして、まるで官邸のような様相を呈していた。

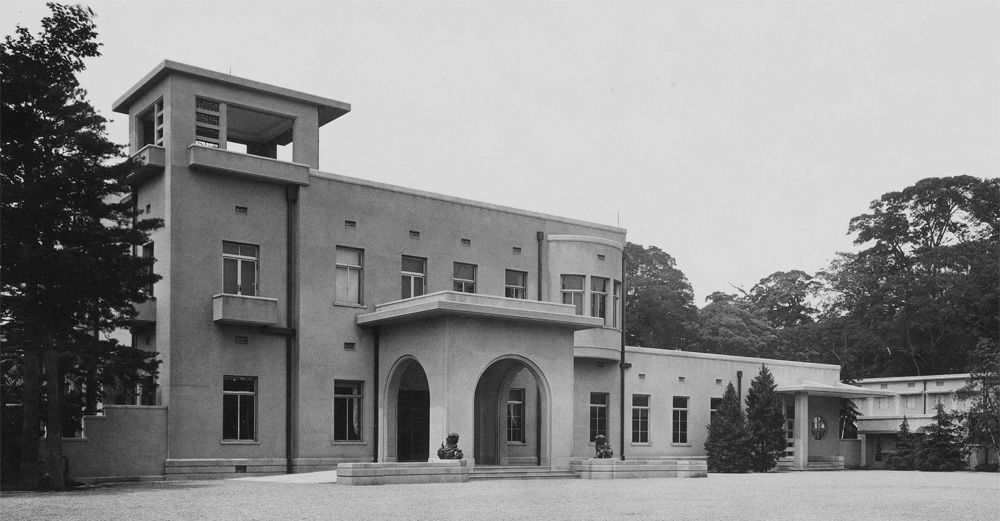
「目黒公邸」
外務大臣公邸 (1947–50年) として事実上の首相公邸の役割を担った旧朝香宮邸。現在は東京都庭園美術館として一般に公開されている。

幣原内閣で外相だった吉田茂は、傍系11宮家の皇籍離脱が決定すると、いち早く関係各方面に働きかけてアールデコの粋を尽くした芝白金台の旧朝香宮邸（現・東京都庭園美術館）を外務大臣公邸とすることに決定してしまう。
そうこうしているうちに吉田は首相になり、外相も引き続き兼務したので、外相公邸は事実上の首相公邸になった。与党議員が出入りして落ち着けない官邸を嫌った吉田は、愛してやまないこの瀟洒な邸宅で政務の大半を執ったので、外相公邸は次第に第二の官邸のごとき様相を呈するにいたった。現在「官邸」と言うとそれが首相や官邸スタッフのことを意味することもあるように、戦後の一時期において「外相公邸」「目黒」などと言えば、それは吉田やその側近たちのことを指した。
一方、旧公邸の方はその後も引き続き官邸事務所として使われていたが、60年安保でデモ隊が官邸を包囲して岸信介がカンヅメにされるという事態が起きると、官邸に隣接した居住施設の必要性が改めて浮き彫りにされた。そこで1963年（昭和38年）から旧公邸に大規模な改修を施す工事が始まり、その完成を待って1968年（昭和43年）には佐藤榮作が二・二六事件以来実に32年ぶりに公邸の主としてここに移り住んだ。7年8か月という連続在任の最長不倒記録をうち立てた佐藤は、任期後半の4年間を公邸で暮らしている。後に佐藤寛子夫人は、田中角榮・福田赳夫・大平正芳などが大派閥の領袖でありながらいずれも短期政権に終わったことを評して、「首相が在任中を通じて公邸に住み続けることこそが、長期政権の秘訣ですよ」と語っていた。
しかし佐藤以後の首相がみな公邸住まいをしたわけではなかった。旧公邸には大規模な改修が施されたとはいえ、やはりそもそもが住み心地の悪い住居だった。怪談に加えて、狭い、日当りが悪い、造りが古い、使い勝手が悪いなど、満足のいくものがなく、そのうえ巨大なゴキブリやネズミが頻繁に出没するといった問題まで抱えていた。危機管理上の懸念と、官邸機能の強化から、首相の公邸住まいが常態として定着するのは、平成に入ってからである（「歴代総理と公邸」の節を参照）。
5年5か月の長期政権を担った小泉純一郎は、新官邸の建設 → 旧公邸の取壊し → 旧官邸の移動 → 新公邸への改装という、一連の歴史的な官邸建替え事業の一部始終を自らの任期中に体験することになった。2002年（平成14年）8月28日、旧公邸の取壊しを控えて小泉は仮公邸となった品川区東五反田の内閣法制局長官公邸に引っ越したが、そこで官舎の豪勢なことに驚愕し、「総理大臣公邸よりも、官房長官公邸よりも、官僚の公邸の方が上なのかなあ」と溜息したという。
- 荻外荘
見学はできないが、塀越しに垣間見ることができる。
- 「荻窪会談」
第2次近衛内閣の発足を控えて荻外荘で行われた「荻窪会談」では「東亜新秩序」の建設が確認された。左から近衛文麿、松岡洋右外相、吉田善吾海相、東條英機陸相。
- 音羽御殿
現在は、多目的集会所鳩山会館として一般に公開されている。
- 「党幹部会」
音羽御殿の応接室に集まった自民党幹部。中央に鳩山一郎、その左に石橋湛山、右に安藤正純、三木武吉が見える。音羽御殿は保守合同や日ソ国交回復へ向けた調整などの舞台にもなった。

## 幽霊出没説
旧公邸や現公邸問わず、「公邸で幽霊を見た」との怪談・都市伝説がたびたび語られている。
現公邸となった旧首相官邸は、1932年（昭和7年）の五・一五事件や1936年（昭和11年）の二・二六事件といった旧日本軍によるクーデターの舞台となり、現職首相の犬養毅や首相秘書の松尾伝蔵など数人が殺害されている。二・二六事件で銃撃を受けた際の弾痕も、現公邸の窓ガラスに残されている。そのためか、公邸には軍服姿の幽霊が出るなどという噂話が存在する。

### 歴代首相の証言
1993年（平成5年）から居住した細川護熙は、公邸内でお香を焚いていたという。
1994年（平成6年）に居住した羽田孜の妻である羽田綏子は、著書で「悪寒が走った。なにか胸を圧されるような異様な雰囲気を感じた」と語っており、霊能者からも「庭に軍人がいる」と告げられて塩を撒いたという。
2000年（平成12年）から居住した森喜朗は、「寝入りばなにカチャカチャと音がするので、目が覚めた。ドアノブの音。そっと外を見たら、じゅうたんの廊下をタッタッタッと音が遠ざかっていくんだ」と述べている。さらに森は後任の小泉純一郎に「（幽霊に）気をつけるように」と忠告し、小泉はそれに従ってお祓いをしたという。
2001年（平成13年）から居住した小泉純一郎は、「幽霊に出会ったことないね。一度会いたいと思ったけれども」と語った。なお、小泉の任期中であった2003年（平成15年）に公邸は改築され、官邸も建て替えられた。
2009年（平成21年）に居住した麻生太郎は、「昔はよくオバケが出た」と述べていた。夜に公邸の寝室からガタガタという物音が響いた際、麻生は「オバケだ」と考えてベッドの上で正座し、「この度、内閣総理大臣を拝命した麻生太郎です」と挨拶したという。
2009年（平成21年）から居住した鳩山由紀夫の妻である鳩山幸は、「幽霊を見た」と語っていたという。
2010年（平成22年）から居住した菅直人は、幽霊について特に語ったことはない、と後任の野田佳彦が回想している。
2011年（平成23年）から居住した野田佳彦は、自身のホームページの投稿にて、約1年4か月住んで1度も幽霊を見ていないと書いており、公邸への入居を決めた当時の首相の岸田文雄に対して、安心していただきたいと記している。野田の妻である野田仁実は、幽霊の噂を聞いて入居を躊躇していたという。
2024年（令和6年）から居住する石破茂は、転居前の記者会見で幽霊について問われた際、「オバケのQ太郎世代だから大して恐れない。実際見たら恐いかもしれませんが。」と述べた。

### 幽霊に関する閣議決定
2006年（平成18年）から翌2007年（平成19年）まで首相として居住した安倍晋三は、2012年（平成24年）に再び首相に就任したが、その際は公邸に居住しなかった。翌2013年（平成25年）5月15日に、民主党参議院議員の加賀谷健による質問主意書の中で「幽霊が出るとの噂があるが事実か。安倍首相が公邸に引っ越さないのはそのためか」との質問が行われた。これに対して第2次安倍内閣は、幽霊の噂について「承知していない」とする答弁書を閣議決定した。
しかし、内閣官房長官の菅義偉は、これに反し、同年5月24日の記者会見で「色々な噂があることは事実だし、この間、閣僚が公邸で懇談会を開いたときもそういう話題が出たことも事実だ」と述べた。また記者の「（幽霊の）気配を感じたことはあるのか」という質問に対して菅は「言われればそうかなと思った」と笑いながら回答した。菅はのちの2020年（令和2年）に首相に就任したが、公邸に居住することはなかった。
また、2013年（平成25年）6月に安倍は幽霊の噂について「都市伝説」であると述べ、公邸に居住しない理由とは関係ないとした。ただし、同年7月30日には自由民主党幹部を公邸に招いた会食で、入居しない理由として「幽霊が出るから嫌なんです。一緒に住みませんか」と笑いながら話した。安倍は「森（喜朗）さんがお化けの一部を見たという話は聞いたことがある」とも語っている。

## 短命政権のジンクス
「首相が公邸に居住すると短命政権になる」というジンクスが、2021年（令和3年）に菅義偉が首相を務めた時期に噂された。
1990年代以降で公邸に居住した14人の首相のうち、9人が就任から1年6か月以内で退任（内閣総辞職）しているためである（例外は村山富市・橋本龍太郎・小渕恵三・小泉純一郎・岸田文雄）。
特に、現公邸が完成した2005年（平成17年）以降では、小泉が政権途中から転居した例を除くと、2011年までに公邸に入居した首相は6人連続でわずか1年前後で退任に追い込まれていた（安倍晋三→福田康夫→麻生太郎→鳩山由紀夫→菅直人→野田佳彦。小泉も入居後1年5か月で退任）。
また、安倍晋三は2006年（平成18年）に首相に就任した際には公邸に住み、わずか1年間で退任したが、2012年（平成24年）に再び首相に就任した際には私邸に住み、その後2020年（令和2年）まで約8年間も続く日本の憲政史上最も長い政権を維持した。
2021年当時の首相である菅義偉が公邸に居住しなかった理由も、そのジンクスを嫌っていたからではないかと推測された。ただし、菅はその後2021年（令和3年）10月に内閣総辞職し、就任から約1年あまりで退任した。
菅の後任である岸田文雄は、内閣改造を4回行いつつ2021年10月4日から2024年10月1日までの約3年にわたり政権を維持し、その間公邸に住み続けたためジンクスから外れることとなった。

## 歴代首相と公邸との関わり
| 首相           | 在任      | 居住     | 出来事 |
| -------------- | --------- | -------- | --- |
| 田中義一       | 1927-1929 | 公邸     | 1929年（昭和4年）：旧官邸と旧公邸が竣工、首相が公邸住まいになる。 |
| 濱口雄幸       | 1929-1931 | 公邸     | 1930年（昭和5年）：東京駅で濱口が狙撃されて重傷、四ヵ月にわたって公邸に引き籠り療養に専念する。 |
| 若槻禮次郎     | 1931      | 公邸     | |
| 犬養毅         | 1931-1932 | 公邸     | 1932年（昭和7年）：五・一五事件。犬養が青年将校により官邸で射殺される。葬儀は官邸大ホールで行われる（旧官邸では唯一の例）。 |
| 齋藤實         | 1932-1934 | 公邸     | |
| 岡田啓介       | 1934-1936 | 公邸     | 1936年（昭和11年）：二・二六事件。官邸にて岡田の義弟･松尾伝蔵が首相と誤認されて青年将校により射殺される。また、公邸も反乱兵によって荒らされる。 |
| 廣田弘毅       | 1936-1937 | 私邸     | |
| 林銑十郎       | 1937      | 私邸     | |
| 近衞文麿       | 1937-1939 | 私邸     | 1937年（昭和12年）：杉並区荻窪の近衞の私邸「荻外荘」が政治の舞台になる。 |
| 平沼騏一郎     | 1939      | 私邸     | |
| 阿部信行       | 1939-1940 | 私邸     | |
| 米内光政       | 1940      | 私邸     | |
| 近衞文麿       | 1940-1941 | 私邸     | 1940年（昭和15年）：「荻外荘」が再び政治の舞台となる。 |
| 東條英機       | 1941-1944 | 私邸     | |
| 小磯國昭       | 1944-1945 | 私邸     | |
| 鈴木貫太郎     | 1945      | 私邸     | 1945年（昭和20年）：終戦の日の官邸襲撃事件が起り、鈴木の自宅も襲撃される。 |
| 東久邇宮稔彦王 | 1945      | 私邸     | |
| 幣原喜重郎     | 1945-1946 | 私邸     | |
| 吉田茂         | 1946-1947 | （公邸） | 1947年（昭和22年）：芝白金台の旧朝香宮邸を外務大臣公邸とし、総理兼外相の吉田がこれを首相公邸として使用する。 |
| 片山哲         | 1947-1948 | 私邸     | |
| 芦田均         | 1948      | 私邸     | 1948年：片山内閣に外相として入閣し、首相になってからも吉田と同じように外相を兼任した芦田は、吉田とは違って外相公邸には近づこうともしなかった。 |
| 吉田茂         | 1948-1954 | （公邸） | 1948年（昭和23年）：吉田が外相公邸を再び首相公邸として使用。 1950年（昭和25年）：旧朝香宮邸を迎賓館として整備するため民間に払い下げる。以後吉田は自宅に住まう。                                                                                              |
| 吉田茂         | 1948-1954 | 私邸     | 1948年（昭和23年）：吉田が外相公邸を再び首相公邸として使用。 1950年（昭和25年）：旧朝香宮邸を迎賓館として整備するため民間に払い下げる。以後吉田は自宅に住まう。                                                                                              |
| 鳩山一郎       | 1954-1956 | 私邸     | 1954年（昭和29年）：文京区音羽の鳩山の自邸「音羽御殿」が政治の舞台になる。 |
| 石橋湛山       | 1956-1957 | 私邸     | |
| 岸信介         | 1957-1960 | 私邸     | 1960年（昭和35年）：60年安保で官邸がデモ隊に包囲され岸がカンヅメに。6月23日新安保条約の批准書が旧外相公邸で交換され発効する。 |
| 池田勇人       | 1960-1964 | 私邸     | 1963年（昭和38年）：公邸改修工事開始。 |
| 佐藤榮作       | 1964-1972 | 私邸     | 1968年（昭和43年）：公邸改修工事完了、佐藤が公邸に移り住み、首相として32年ぶりの公邸住まいになる。 1970年（昭和45年）：70年安保で官邸がデモ隊に包囲され佐藤がカンヅメに。                                                                                    |
| 佐藤榮作       | 1964-1972 | 公邸     | 1968年（昭和43年）：公邸改修工事完了、佐藤が公邸に移り住み、首相として32年ぶりの公邸住まいになる。 1970年（昭和45年）：70年安保で官邸がデモ隊に包囲され佐藤がカンヅメに。                                                                                    |
| 田中角榮       | 1972-1974 | 私邸     | 文京区目白台の田中の自邸「目白御殿」が政治の舞台になる。 |
| 三木武夫       | 1974-1976 | 公邸     | 1974年（昭和49年）：「クリーン三木」を掲げて官邸入りした三木は、前任者との違いをアピールするため迷わず公邸住まいを選ぶ。 |
| 福田赳夫       | 1976-1978 | 私邸     | |
| 大平正芳       | 1978-1980 | 私邸     | |
| 鈴木善幸       | 1980-1982 | 私邸     | |
| 中曾根康弘     | 1982-1987 | 公邸     | 1982年（昭和57年）：中曾根は官邸機能強化への地ならしとして任期中の5年間を通じて公邸で暮らす。 1987年（昭和62年）：官邸の建て替えを閣議決定。 |
| 竹下登         | 1987-1989 | 私邸     | |
| 宇野宗佑       | 1989      | 公邸     | |
| 海部俊樹       | 1989-1991 | 公邸     | ホテルオークラのスイートルームを自宅代わりに使用 |
| 宮澤喜一       | 1991-1993 | 私邸     | |
| 細川護煕       | 1993-1994 | 公邸     | |
| 羽田孜         | 1994      | 公邸     | 羽田内閣は、内閣不信任決議案が可決される公算が大きくなったことから総辞職。羽田はこの日の朝公邸を出ると二度そこには戻らず、代わりに数日後戻ってきた総理は村山だった。                                                                                         |
| 村山富市       | 1994-1996 | 公邸     | |
| 橋本龍太郎     | 1996-1998 | 公邸     | |
| 小渕恵三       | 1998-2000 | 公邸     | 1999年（平成11年）：新官邸の建設が始まる。 2000年（平成12年）：小渕が脳梗塞を発症して公邸で倒れて執務不能となり、順天堂大学医学部附属順天堂医院に搬送される。                                                                                                |
| 森喜朗         | 2000-2001 | 公邸     | |
| 小泉純一郎     | 2001-2006 | 公邸     | 2002年（平成14年）：新官邸が完成。小泉が旧官邸を出て、仮公邸となった品川区東五反田の内閣法制局長官公邸に移り住む。 2003年（平成15年）：旧官邸の移動改装工事が始まる。 2005年（平成17年）：新公邸が完成、小泉が移り住む。                                     |
| 小泉純一郎     | 2001-2006 | 仮公邸   | 2002年（平成14年）：新官邸が完成。小泉が旧官邸を出て、仮公邸となった品川区東五反田の内閣法制局長官公邸に移り住む。 2003年（平成15年）：旧官邸の移動改装工事が始まる。 2005年（平成17年）：新公邸が完成、小泉が移り住む。                                     |
| 小泉純一郎     | 2001-2006 | 公邸     | 2002年（平成14年）：新官邸が完成。小泉が旧官邸を出て、仮公邸となった品川区東五反田の内閣法制局長官公邸に移り住む。 2003年（平成15年）：旧官邸の移動改装工事が始まる。 2005年（平成17年）：新公邸が完成、小泉が移り住む。                                     |
| 安倍晋三       | 2006-2007 | 公邸     | |
| 福田康夫       | 2007-2008 | 公邸     | |
| 麻生太郎       | 2008-2009 | 公邸     | 当初は衆議院総選挙後の入居を公言していたが、2009年（平成21年）1月19日に自宅から公邸へ引っ越している。 |
| 鳩山由紀夫     | 2009-2010 | 公邸     | 公邸内の改修などもあり、政権発足43日目の2009年（平成21年）10月28日に引越し。 |
| 菅直人         | 2010-2011 | 公邸     | 2010年（平成22年）6月19日に引越し。政権発足後12日目の引越しは比較的短期間である。 |
| 野田佳彦       | 2011-2012 | 公邸     | 2011年（平成23年）10月1日に引越し。 |
| 安倍晋三       | 2012-2020 | 私邸     | 2013年（平成25年）1月14日に政権発足後初めて公邸に入る。同月末に、入居のための改装工事が行われた。第2次内閣以降は入居せず、国会会期中など短期の公邸滞在を除き、渋谷区富ヶ谷の別宅から通勤していた。夜の会食等で公邸を利用し、そのまま宿泊する場合も多かった。 |
| 菅義偉         | 2020-2021 | 議員宿舎 | 当初は公邸への入居を検討中としていたが、2021年（令和3年）1月25日の衆議院予算委員会で公邸に入居しないことを明言し、港区赤坂の衆議院議員宿舎から通勤していた。                                                                                                 |
| 岸田文雄       | 2021-2024 | 公邸     | 就任から約2ヶ月の間は港区赤坂の衆議院議員宿舎から通勤していたが、2021年（令和3年）12月11日に公邸へ入居した。 |
| 石破茂         | 2024-     | 公邸     | 公邸の修繕作業に伴い、就任から作業完了までの間は港区赤坂の衆議院議員宿舎から通勤していた。2024年（令和6年）12月29日に公邸に入居した。 |